# Beechcraft Denali
De Beechcraft Denali (voorheen Cessna Denali) is een Amerikaans eenmotorig turbopropeller laagdekker passagiersvliegtuig voor 7-9 passagiers, in ontwikkeling door Beechcraft-Textron Aviation. De Denali is een geheel nieuw ontwerp dat niet is afgeleid van een ander vliegtuig. Moedermaatschappij Textron Aviation heeft het Denali ontwikkelproject overgebracht van vliegtuigfabriek Cessna naar Beechcraft. De eerste vlucht staat gepland voor 2021. De Denali moet de concurrentie aangaan met de Pilatus PC-12 en de Socata TBM.

## Ontwerp en historie
Het Beechcraft Denali ontwikkeltraject is door Cessna gestart in 2015. Het betreft een geheel nieuwe ontwikkeling. Ook de toegepaste General Electric Catalyst turboprop-motor betreft een nieuw ontwerp, waarvan het brandstofgebruik 20% lager moet liggen dan de concurrentie. Het toestel wordt voor een groot deel geconstrueerd van gelijmd metaal met zo min mogelijk geboorde gaten, bouten of klinknagels. De cabine, met een breedte van 160 cm en een hoogte van 147 cm, behoort op papier tot de ruimste in zijn klasse. De certificering van de nieuwe Catalyst-motor staat gepland voor eind 2022. De complete vliegtuigcertificering voor 2023.

## Vergelijkbare vliegtuigen
- Piper Meridian
- Socata TBM
- Pilatus PC-12